# Jacques Milkin
Pour les articles homonymes, voir Milkin.

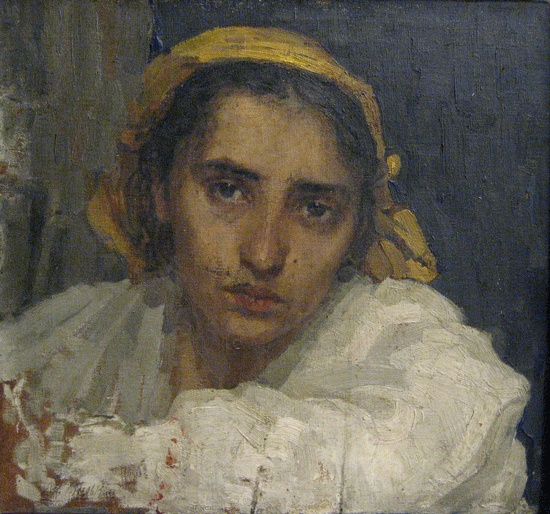
Portrait d'une jeune fille (après 1910)

Jacques (ou Jacob) Milkin, de son nom russe Iankel-Meïer Nokhim-Aronovitch Milkine (russe : Янкель-Меер Нохим-Аронович Милькин), né en 1877 à Mahilyow, en Biélorussie, alors dans l'Empire russe, et mort en 1944 à Auschwitz, est un peintre russe d'origine juive ashkénaze, faisant partie de l'École de Paris.

## Biographie
Il étudie entre 1901 et 1909, à Saint-Pétersbourg, d'abord à l'école d'art puis à l'Académie impériale des beaux-arts et dans l'atelier d'Ilia Répine. Il obtient le titre de peintre pour son tableau Deux sœurs («Две сестры»).
Il participe en 1918 à la fondation du cercle artistique de Moscou en 1918, et, cette même année, à l'exposition de peinture et de sculpture d'artistes juifs de Moscou. Cette exposition présente 233 œuvres d'artistes connus, dont Natan Altman, Isaak Brodsky, Lev Antokolski (ru), Józef Gabowicz (pl), Ilya Guinzbourg, Solomon Ioudovine, et d'autres,.
Il vit ensuite à Paris, où il peint surtout des portraits. Il expose et participe à des salons en France. En 1931 il organise un cours de dessin, de peinture et de sculpture. Il constitue également une collection de peintres russes, dont il ne se séparera pas, et s'intéresse à la culture juive,.
Pendant l'occupation allemande, il est interné dans le camp de Compiègne, puis libéré pour maladie. Il est à nouveau arrêté et déporté par le Convoi No. 69, en date du 7 mars 1944 et déporté de Drancy à Auschwitz, où il meurt,. Sa dernière adresse est au 16bis Villa du Parc-de-Montsouris dans le 14e arrondissement de Paris.
Son épouse, Sophie Milkin (née Aronson), née le 1er novembre 1892 à Mahilyow est déportée par le Convoi No. 23, en date du 24 août 1942 de Drancy vers Auschwitz.
Sa fille, Nina Milkina, née à Moscou en 1919 et morte à Londres en 2006, est une pianiste britannique.